# Megophrys megacephala
Megophrys megacephala es una especie de anfibio anuro de la familia Megophryidae.

## Distribución geográfica
Esta especie es endémica de la India. Se encuentra en Meghalaya y Assam.

## Publicación original
- Mahony, Sengupta, Kamei & Biju, 2011 : A new low altitude species of Megophrys Kuhl and van Hasselt (Amphibia: Megophryidae), from Assam, Northeast India. Zootaxa, n.º 3059, p. 36-46.[3]